# U-15 팬아메리칸 야구 선수권 대회
U-15 팬아메리칸 야구 선수권 대회(영어: U-15 Pan American Baseball Championship)는 WBSC 아메리카 주최로 열리는 대회로 아메리카 지역 15세 이하 대표가 출전하는 대회이다. 원래 이전에는 16세 이하 대회로 열렸으나 2011년 이후  국제 야구 연맹에서 16세이하 세계 청소년 야구 선수권 대회를 15세 이하 야구 월드컵 대회로 변경하면서 16세 이하 팬아메리칸 야구 선수권 대회 역시 15세 이하 대회로 변경되어 2013년 콜롬비아 바랑키야에서 첫 대회가 개최되었다. 
이 대회는 U-15 야구 월드컵 아메리카 지역 예선을 겸한다.

## 역대 대회 결과
| 연도 | 개최국          |                        | 우승            | 준우승          | 3위 |
| ---- | --------------- | ---------------------- | --------------- | --------------- | --- |
| 2013 | 콜롬비아        | 미국                   | 쿠바            | 파나마          |     |
| 2015 | 멕시코          | 미국                   | 콜롬비아        | 베네수엘라      |     |
| 2017 | 콜롬비아        | 미국 · 도미니카 공화국 | 없음            | 쿠바            |     |
| 2019 | 멕시코          | 미국                   | 파나마          | 도미니카 공화국 |     |
| 2022 | 베네수엘라      | 파나마 베네수엘라      | 없음            | 쿠바            |     |
| 2024 | 도미니카 공화국 | 푸에르토리코           | 도미니카 공화국 | 멕시코          |     |

## 국가별 성적 순위
| 순위 | 나라            | 금 | 은 | 동 | 합계 |
| ---- | --------------- | -- | -- | -- | ---- |
| 1    | 미국            | 4  | 0  | 0  | 4    |
| 2    | 파나마          | 1  | 1  | 1  | 3    |
| 2    | 도미니카 공화국 | 1  | 1  | 1  | 3    |
| 3    | 베네수엘라      | 1  | 0  | 1  | 2    |
| 4    | 푸에르토리코    | 1  | 0  | 0  | 1    |
| 5    | 쿠바            | 0  | 1  | 2  | 3    |
| 6    | 콜롬비아        | 0  | 1  | 0  | 1    |
| 7    | 멕시코          | 0  | 0  | 1  | 1    |

## 같이 보기
- U-15 야구 월드컵
- 팬아메리칸 야구 선수권 대회
- U-23 팬아메리칸 야구 선수권 대회
- U-18 팬아메리칸 야구 선수권 대회